# バイク川崎バイク
バイク川崎バイク（バイクかわさきバイク、1979年12月17日 - ）は、日本の男性お笑いタレント（ピン芸人）、小説家、美容師、YouTuber。本名は川崎 史貴（かわさき ふみたか）。通称はBKB（ビー・ケー・ビー）。
兵庫県加古川市出身。吉本興業所属。大阪NSC26期生。

## 来歴
2000年、兵庫県の姫路理容美容専門学校を卒業後、美容師の職を得た。3年間無遅刻無欠勤だったが、美容師としてのセンスやひどい手荒れに悩んでいた。
そんな折、地元の友人に誘われ、2003年に大阪校26期生としてNSCに入学。美容師は、ちょうどスタイリストになったタイミングだったが退職した。
地元の友人とのコンビ「100デシベル」は在学中に解散後、コンビ「街の帽子屋さん」を結成するも約3年で解散。
「街の帽子屋さん」時代は相方がネタを作成し、川崎も「天才の相方に付いて行けば何とかなる」と思っていたので、解散を切り出された時は、ショックを受けたという。
その後も、ピン芸人としての活動や「繭」「ラブソング」などのコンビ結成と解散を繰り返し、2007年4月から本格的にピン芸人「バイク川崎バイク」として活動を開始した。
芸名は、相方と公園で解散の話をしているときに、「“川崎”といえばバイク」という連想から、また偶然その公園に川崎重工業（現在のカワサキモータース）のバイクが駐輪されていたことから、相方に命名してもらった。当時、本人は中型バイクには乗っていたが、特にバイクが好きでも詳しいというわけでもなかった。
芸人としての初仕事は2004年、なんばグランド花月地下1階の『吉本笑店街』で、仏像の被り物を着け小銭を入れられたドキドキに出て、一発ギャグを披露するというもの。テレビ初出演は2007年の『オールザッツ漫才』（毎日放送）だった。
2013年7月21日に、単独ライブ「バイク単独バイク in NGK〜ビンタ、急に、ビンタ〜」をなんばグランド花月で開催した。819席を満席にし「バイク王ダイレクトSHOP」よりカワサキのバイクがプレゼントされた。この時にもらったバイクは上京時に自身が方向音痴で、東京では乗らないため、手放したという。
同年、バラエティ番組出演が急増し、きゃりーぱみゅぱみゅとアルバイト情報誌『an』のCMに出演するなど、知名度を徐々に上げていった。
2014年にピン芸人の賞レース、Rｰ1ぐらんぷり2014にてエントリー総数3,715名からファイナリスト12名に残り、決勝進出を果たした。同年5月に大阪から東京に活動拠点を移した。2016年の『M-1グランプリ』（朝日放送）では、サンシャイン池崎と即席ユニット「シャウト!!」を結成し、出場したが3回戦敗退。当初はM-1限定ユニットであったが、2019年10月に再結成を発表。2022年4月には初単独公演「ONE HUNDRED DECIBEL」を挙行。
盛り上げに定評があり、2015年より『M-1グランプリ』のスペシャルパフォーマー、2016年より『キングオブコント』の前説を担当。 また、2019年より『女芸人No.1決定戦 THE W』の前説も担当。
2018年、川崎繋がりから、川崎フロンターレに所属するMF中村憲剛のゴールパフォーマンスとしてBKBのネタが採用された。これをキッカケにDAZNの番組に出演したり、等々力競技場で試合前の前座としてひょっこりはんと登場し始球式を行ったりと仕事の幅を広げる。
2020年、新型コロナウイルスによる自粛生活の中で、毎朝8時19分（バイク）に作品投稿サイト「note」にアップしていたショートショートに対して出版社から声がかかり『BKBショートショート小説集 電話をしてるふり』として書籍化された。帯には、川崎自身が「ばな姉」と慕う作家・吉本ばなながコメントを寄せた。2022年放送の『世にも奇妙な物語 '22夏の特別編』（フジテレビ）では、その中の一篇「電話をしてるふり」が実写化された。
2024年10月14日、川崎市内のイベントにて一日限定で芸名を「バス川崎バス」と変更した。

## 芸風
何でも略したらBKBになるネタ（「ビンと」「カンの」「分別」など）を披露している。ネタの中で『BKB』というフレーズを多用し、身の回りの事を何でも『BKB』にして表現し、最後に両腕を広げて「ヒィーーーヤッ」と叫び、全身でBKBの文字を作りながら「ススス！」と言う。
他に、主なセリフとして「今日もアクセル全開でがんばります、バイクだけにブンブン」などがある。
最初は人間を笑い殺す妖怪ひょうすべ、行司の人などのキャラクターで、バイクとは関係ないキャラコントなどをやっていたが、見た目を派手にしたいとサングラスにバンダナ、赤い袖のロングTシャツなどというスタイルが徐々に出来上がった。
ギャグについては、デビュー3年目に水田信二（和牛）ら「バイクやんけ、ブンブン」などといじられて来たことから自分のネタに取り入れたほか、先輩がブログで芸名を「BKB」と略しているのを見て「何でも略してBKB」というネタが出来上がっていった。
トレードマークのラグランTシャツのデザインはカワサキのバイクではなく、ハーレーダビッドソンである。
単独ライブではおなじみのBKBネタ以外に、一人コントも多数披露している。東京03やバナナマン、バカリズム、劇団ひとりが大好きなBKBは、単独くらいは幅を見せたいという思いでやり続けている。
Rｰ1ぐらんぷりでは、BKBを封印し、コントで準決勝進出を果たしている年もある。毎年の東京、大阪の単独ライブは満員御礼になっている。

## 人物
趣味は漫画、アニメ、卓球、ヘアカット、部屋の掃除など。また、歌手のaikoが好きで、芸人仲間と「aikoう（愛好）会」を結成している。また、2021年10月9日より『8月19日のノイズ』名義で音楽活動を開始した。
中学、高校と卓球部に所属。中学では団体で近畿大会出場。芸人になってからは東京卓球選手権大会の芸能人部門ショウビズの部に出場。2016年、2018年、2019年には3位入賞で銅メダルの実力。愛用ラケットの種類・戦型は右ペン粒高攻守型。卓球が高じて福原愛と親しくなり、結婚式にも招待されている。
美容師だった経歴を活かして、大阪で活動していた頃は仲良しの芸人仲間の髪をよくカットしていた。なんばグランド花月支配人のカットもしており、本人曰く、これで親交を深めてNGK単独ライブ実現に至った。
初めて買ったバイクはホンダ・ディオ。その後はヤマハ・ビラーゴ250。カワサキ車を所持していた時期もある。2018年8月、くっきー!（野性爆弾）から乗らなくなったバイクを譲り受け、久しぶりにバイクを手にした。車種はホンダ・CB250で、｢カワサキちゃうんかい｣とセルフツッコミを行った。2021年11月30日、野田クリスタル（マヂカルラブリー）との野田ゲーチャンネル配信にて、このバイクを譲ったことを公表した。
森田哲矢（さらば青春の光）のサブチャンネル『五反田ガレージ』の企画にて、自身の部屋にDIYの施工を受けた。

## 交友関係
- 森田哲矢（さらば青春の光）、屋敷裕政（ニューヨーク）と異常に仲が良く、毎年の初詣は必ず3人で足を運び、そこで撮影した写真をTwitterの共通ヘッダーに設定している[22]。
- 和牛とは同期。2人の結成の仲を取り持ったのが川崎だったため、2人から「足を向けて寝られない」「頭が上がらない」と言われている[23]。
- サンシャイン池崎と芸風が似ていることもあり、お互いをソウルメイトと呼び合う仲。M-1グランプリ2016ではユニット「シャウト!!」を結成し出場、三回戦に進出した。
- TKF（たむけんファミリー）の一員であり、『痛快!明石家電視台』（毎日放送）にはたむらけんじとセットで出演する事もある[24]。
- 岡村隆史（ナインティナイン）や秋野暢子に気に入られている[25][26]。2017年7月には「秋野暢子会」にじゅんいちダビッドソンと共に呼ばれている[27]。
- たかし（トレンディエンジェル）とは、専属でヘアカットをしているほか、連れ立ってメイド喫茶に行くなど仲が良い[28]。
- 武井壮と仲が良く[29]、よく焼き肉を奢ってもらっている[30]。「バイクだけにブンブン、百獣の王だけにガオガオ」などのノリもある[31]。
- 石田明（NON STYLE）とも仲が良く、石田軍団の一員である。
- 西畑大吾 （なにわ男子）とはプライベートで食事に行くなど仲が良い[注 5]。

## 単独ライブ
出典：
2012年
- 初単独ライブ『バイク単独バイク』5UPよしもと劇場
- 『バイク単独バイク 2cc』5UPよしもと劇場

2013年
- 『バイク単独バイク 3cc〜抜歯、急に抜歯〜』5UPよしもと劇場
- 『バイク単独バイク 4cc〜ビートゥギャザー小室ビートゥギャザー〜』5UPよしもと劇場
- 『バイク単独バイクinNGK〜ビンタ急にビンタ〜』なんばグランド花月（初）
- 『バイク単独バイクinTOKYO〜勉強も恋もバッチリ〜』ルミネtheよしもと（初）
- 『バイク単独バイク〜僕らは帰れないバカやってたあの頃には〜』5UPよしもと劇場

2014年
- 『バイク単独バイク〜ブルーな気持ちぶブッ飛べ〜』5upよしもと劇場卒業講演
- 『バイク単独バイクSPinNGK〜僕はこの日を忘却しない〜』なんばグランド花月
- 『バイク単独バイクinTOKYO〜ボタンをかけ違えてしまった僕ら〜』ルミネtheよしもと

2015年
- 『バイク単独バイクinTOKYO〜バイバイ、かけがえのない、bestfriend〜』ルミネtheよしもと
- 『バイク単独バイクinOSAKA〜バリ、関西で会うん久し、ぶりやん！〜』大丸心斎橋劇場
- 『バイク単独バイクSPinNGK〜8月19日はバイクの日ィア！』なんばグランド花月

2016年
- 『バイク単独バイク〜10周年全国ツーリング〜』
  - 大阪（ABCホール）/仙台（仙台福祉プラザふれあいホール）/広島（よしもと紙屋町劇場）/福岡（イムズホール）/東京（ルミネtheよしもと）

2017年
- BKBソロライブンブンツアー2017
- 『バイク単独バイク〜ボクらの帰る場所〜』
  - 大阪（YES THEATER）/仙台（仙台福祉プラザふれあいホール）/福岡（イムズホール）/東京（ルミネtheよしもと）

2018年
- バイク川崎バイク単独コントライブ
- 『川崎、ブンブンやめるってよ〜B僕のKこれまでのBベストセレクション一人コントライブ〜』よしもと幕張イオンモール劇場
- 『バイク単独バイク〜僕が駆けつけるよ秒で〜』大阪（YES THEATER）/東京（ルミネtheよしもと）

2019年
- BKBソロライブンブンツアー2019cc『バイク単独バイク〜不器用な心をぶつけたいんだ〜』
  - 大阪（YES THEATER）/名古屋（伏見JAMMIN’）/東京（ルミネtheよしもと）

2020年
- 『BKBとコントしてくれるコント師達〜BKBがお気に入りの一人コントしてから同じコントをコント師達と一緒にやってみる実験ライブ〜』よしもと幕張イオンモール劇場

2021年
- BKBソロライブンブン2021cc『バイク単独バイク〜亡霊のくせにボーイッシュ〜』
  - 大阪（YES THEATER）/東京（ルミネtheよしもと）

2022年
- 第一回シャウト!!単独公演（バイク川崎バイク&サンシャイン池崎）
- 『ONE HUNDRED DECIBEL』よしもと有楽町シアター
- BKBソロライブンブン2022cc『バイク単独バイク〜秒針を君がとめた某日〜』東京（ルミネtheよしもと）

## 音楽
- 『亡霊のくせにボーイッシュ』 作詞 BKB 作曲 なんぶ 歌 Ari(Colorpointe) 映像 twotwotwo(ににに) 2021年
- 『秒針を君がとめた某日』 (feat.久保ユリカ)作詞 BKB 作曲 なんぶ 歌 久保ユリカ 映像 twotwotwo(ににに) 2022年
- 『Becauseこんな自分Believe』feat.こぴ　作詞 BKB 作曲 なんぶ 歌 こぴ (小童) 映像 twotwotwo(ににに) 2023年
- 『僕の片手にはビスケット』feat.森田理紗子&清原梨央 (きみとバンド)　作詞 BKB 作曲 なんぶ 歌 森田理紗子&清原梨央 映像 twotwotwo(ににに) 2024年

## 出演作品

### 主な出演テレビ番組
- オールザッツ漫才（毎日放送）
- マヨブラ流（読売テレビ）
- ごきげん!ブランニュ（ABCテレビ）
- 笑い飯・千鳥の舌舌舌舌（サンテレビ）
- あほやねん!すきやねん!（NHK大阪）- 勝ち抜き笑リングのコーナーに出演
- 水トク! 今!この芸人がスゴイ 爆問パニックフェイス!（TBSテレビ、2012年12月19日）
- ぐるナイおもしろ荘 〜若手芸人を大売り出し 誰か使ってスペシャル〜（日本テレビ、2013年1月1日・2014年1月1日）
- スッキリ!! （日本テレビ）
- ほっとネット☆ベイコム（ベイ・コミュニケーションズ）- 「BKB（バスからのベイコムエリア）」コーナーリポーター
- めちゃ×2イケてるッ!（フジテレビ、2013年5月18日）
- 放課後ぶかつ部（ベイ・コミュニケーションズ、2013年7月 - 2019年3月） - 部長
- R-1ぐらんぷり - 2014年ファイナリスト
- センニュウ★感（テレビ東京、2015年11月29日・2016年1月10日）
- ほぼほぼ（テレビ東京、2016年4月6日）
- 笑神様は突然に… 志村けんが南の島にやってきた2時間スペシャル（日本テレビ、2018年4月4日） - 卓球BIG4として
- オールスター後夜祭（TBSテレビ） - 2018年4月1日、2018年10月7日[33]、2019年4月7日[34]、2024年4月7日 ※第10回で永久追放
  - 第10回(2024年春)の放送で総合88位となり永久追放となっただけでなく、宍戸俊之からの罰ゲームも執行された。
- 乃木坂どこへ（日本テレビ、2019年12月10日） - 浜松町の足つぼマッサージ店にてゲスト登場
- 水曜日のダウンタウン（TBSテレビ、2020年12月2日） - 「BKB、最初のBは8割『バリ』説」[35]
- 相席食堂（朝日放送テレビ、2023年1月17日）[2]

### ラジオ番組
- トレンディエンジェルのPePePeラジオ（文化放送）
- 紗倉まなのマジックミラーナイト（2017年10月8日 - 2021年3月28日、文化放送）
- 紗倉まなとニューヨークのマジックミラーナイト（2021年4月3日 - 2023年3月26日、文化放送）
- ニューヨーク・小湊よつ葉のマジックミラーナイト（2023年4月2日 - 12月31日、文化放送）
- KTBとBKBのきみとラジオ（2023年4月22日 - 、Rainbowtown FM（SSC Share Hapi Radio））
- きみとバイク〜裏きみとラジオ〜（2023年10月16日 - 、Rainbowtown FM（SSC Share Hapi Radio））
- BKBの真夜中ブンブンラジオ（2023年1月7日、文化放送）

### 劇場アニメ
- 天才バカヴォン〜蘇るフランダースの犬〜（2015年5月23日公開、東映） - 沼袋先生 役

### テレビアニメ
- 斉木楠雄のΨ難（2016年12月・2018年6月、テレビ東京） - 真鍋梅久 役
- 秘密結社鷹の爪〜ゴールデン・スペル〜（2020年10月 - 12月、TOKYO MX） - 金子バイク 役

### CM
- 求人情報サービス an（インテリジェンス）
- ラウンドワン
- 日清食品「日清まぜ麺亭」『BKB台湾まぜそば 篇』（2024年3月 - ）

### テレビドラマ
- Heaven?（2019年7月30日、TBSテレビ） - バイク川崎バイク（本人役）
- 京阪沿線物語〜古民家民泊きずな屋へようこそ（2021年1月17日、テレビ大阪） - バイク川崎バイク（本人役）
- 世にも奇妙な物語 夏の特別編「電話をしてるふり」（2022年6月18日、フジテレビ） - （原作）[36]

### インターネット配信
- 「グノシーQ（2018年2月10日[37]、2018年3月6日[38] - 2021年8月31日[39]）[注 6]
- 紗倉まなとニューヨークのマジックミラーライブ（2021年10月26日、FANY Online）[40]
- 爆上戦隊ブンブンジャー放送前夜祭 キャスト深堀りSP（2024年3月2日、東映特撮YouTube Official）[41]

## 書籍
- 『BKBショートショート小説集 電話をしてるふり』ヨシモトブックス、2020年8月12日。ISBN 978-4-8470-9946-5。